# 野村伸一
野村 伸一（のむら しんいち、1949年 - ）は、日本の朝鮮文化研究者。慶應義塾大学名誉教授。

## 来歴
東京生まれ。1974年慶應義塾大学文学部卒、1981年同大学院博士課程単位取得退学、1988-1989年全南大学日語日文科助教授、1991年慶應義塾大学文学部専任講師、1993年助教授、1996年教授。2015年定年退職。

## 著書
- 『仮面戯と放浪芸人 韓国の民俗芸能』ありな書房、1985
- 『韓国の民俗戯 あそびと巫の世界へ』平凡社、1987　叢書演劇と見世物の文化史
- 『巫と芸能者のアジア 芸能者とは何をするのか』1995　中公新書
- 『東シナ海祭祀芸能史論序説』風響社　2009
- 『東シナ海文化圏　東の＜地中海＞の民俗世界』講談社選書メチエ、2012

## 共編著
- 『仮面と巫俗の研究 日本と韓国』鈴木正崇共編　第一書房　1999
- 『歌・踊り・祈りのアジア』星野紘共編著　勉誠出版　2000　遊学叢書
- 『東アジアの女神信仰と女性生活』編著　慶応義塾大学出版会　2004
- 『東アジアの祭祀伝承と女性救済 目連救母と芸能の諸相』編著、風響社　2007

## 翻訳
- ネリー・ナウマン『山の神』桧枝陽一郎共訳　言叢社　1994
- 田耕旭『韓国仮面劇 その歴史と原理』監訳 李美江訳　法政大学出版局　2004　韓国の学術と文化

## 参考
- 野村伸一 - J-GLOBAL
- 東シナ海祭祀芸能史論序説 - 紀伊國屋書店BookWeb